# Meredith Ostrom
Meredith Joy Ostrom (New York, 18 febbraio 1977) è un'attrice, modella e pittrice statunitense.

## Biografia
Di origini tedesche, svedesi, inglesi e lituane, si laureò alla New York University. Ha recitato in film come My Name Is Tanino e Love Actually - L'amore davvero.
È inoltre apparsa più volte nella rivista Vogue.
Si affermò come pittrice nel 2007. Gran parte dei suoi soggetti sono figure femminili e i suoi lavori furono presentati nel dicembre del 2008 alla Stanton Barrett Gallery a New York.
Il 27 aprile 2009 mostrò i dipinti che la raffiguravano al Mayfair di Londra.
I suoi lavori vengono presentati e venduti alla New Bond Street's Opera Gallery, sempre a Londra.
Lavorò anche in un cortometraggio, chiamato Love Scars e realizzato dall'artista Pauline Amos, per mostrare i suoi metodi di pittura. Il film fu presentato al Festival di Cannes.

## Filmografia

### Cinema
- Taxi Bhaiya, regia di Jannu Alain Goldschmidt (1996)
- Love Goggles, regia di Tony Travis (1999)
- Il nostro Natale ('R Xmas), regia di Abel Ferrara (2001)
- My Name Is Tanino, regia di Paolo Virzì (2002)
- Love Actually - L'amore davvero (Love Actually), regia di Richard Curtis (2003)
- When Will I Be Loved, regia di James Toback (2004)
- Naked in London, regia di Mark Tierney (2005)
- Played - Se non giochi muori (Played), regia di Sean Stanek (2006)
- Factory Girl, regia di George Hickenlooper (2006)
- Feel the Noise - A tutto volume (Feel the Noise), regia di Alejandro Chomski (2007)
- Boogie Woogie, regia di Duncan Ward (2009)
- Nine Miles Down, regia di Anthony Waller (2009)
- London Town, regia di Derrick Borte (2016)

### Televisione
- Sex and the City – serie TV, episodio 3x17 (2000)